# (35978) Arlington
(35978) Arlington (1999 NC) – planetoida z pasa głównego asteroid okrążająca Słońce w ciągu 3,5 lat w średniej odległości 2,3 j.a. Odkryta 5 lipca 1999 roku.